# Сукко (водохранилище)
Сукко (Голубое озеро, Кипарисовое озеро) — искусственный водоём (пруд) на границе муниципальных образований «город-курорт Анапа» и «город Новороссийск», в невысоких горах Абрауского полуострова Краснодарского края. Пруд устроен в щели Байдасарова (Байдосаровской) на временном водотоке — правом притоке реки Сукко. С 14 сентября 1983 года часть территории пруда является ботаническим памятником природы краевого значения «Кипарис болотный». Пруд находится в собственности у ЗАО АФ «Кавказ», используется для орошения и разведения рыбы.

## Гидрография
Озеро расположено в 2 км северо-восточнее посёлка Сукко у подножия горы Широкая, на высоте 40 м над уровнем моря. Береговая полоса оголена, сложена известняком, придающем озеру бело-голубой, иногда и изумрудный оттенок. Дно покрыто слоем ила. Вода в озере пресная. Имеет изогнутую форму. Наиболее глубокая его часть расположена у плотины, на севере мелеет осенью. Располагаясь в условиях сухого средиземноморского климата Абрау, озеро является важным потенциальным резервом пресной воды для данного региона. Летом, в связи с притоком туристов, акватория озера испытывает сильную антропогенную нагрузку, хотя купание здесь запрещено.

## Природоохранные мероприятия
В северной части пруда находится памятник природы «Кипарис болотный», занимающий площадь в 0,4 га. Осенью пруд мелеет и роща оказывается на берегу. Кроме кипарисов по берегам растут разные виды можжевельников, граб восточный и дуб скальный. Орнитофауну представляют: серая цапля, серый гусь, обыкновенный перепел, береговая ласточка. По берегам встречаются белогрудый ёж, европейский крот, береговая мышь, шакал.

## Комментарии
1. ↑  щель — местное название небольших долин и балок эрозионно-тектонического генезиса[8].